# Ekta Parishad

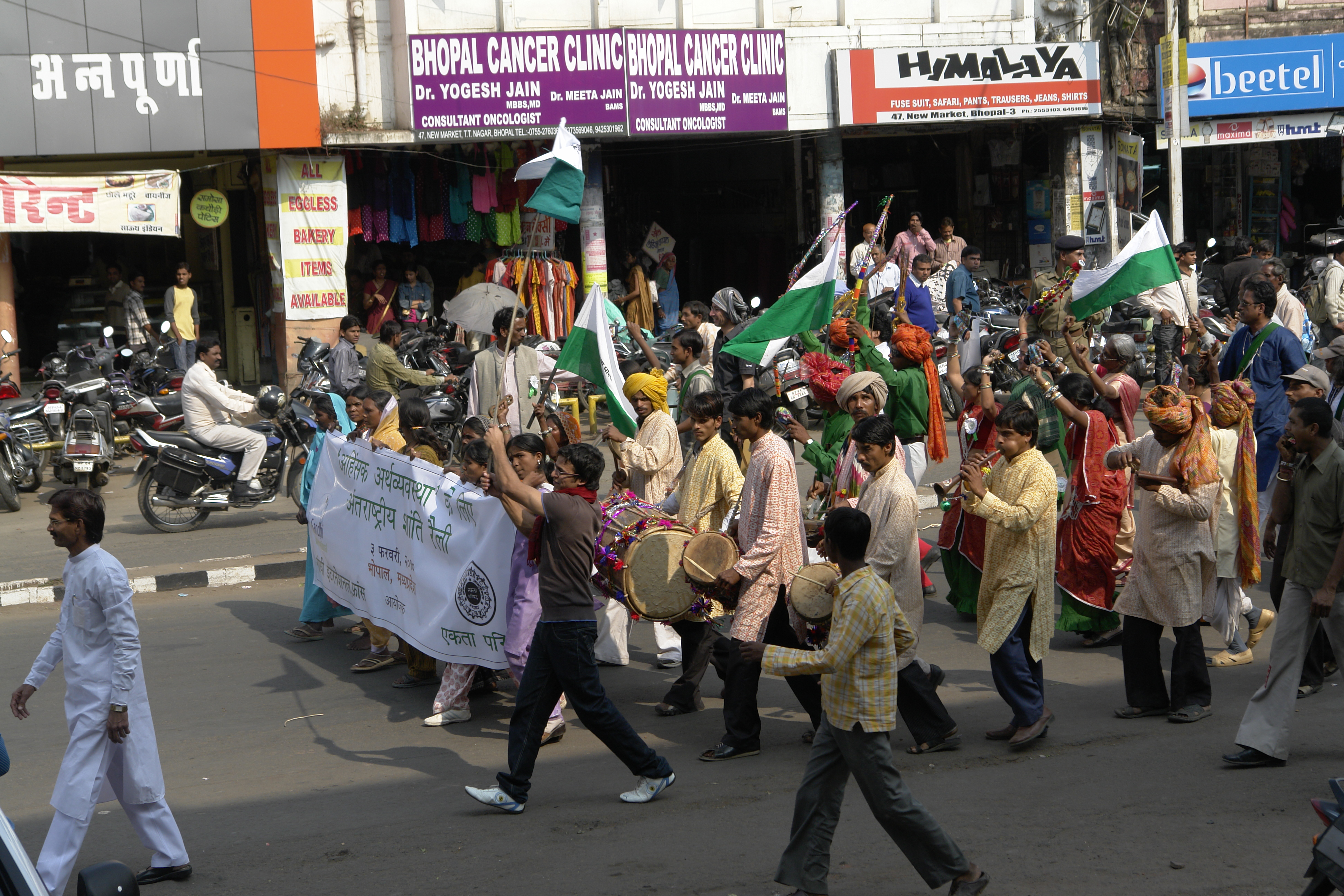
Demonstration in Bhopal organisiert von Ekta Parishad

Ekta Parishad (Hindi: ; dt.: "solidarischer Bund") ist eine indische soziale Basisbewegung, die 1991 mit dem Ziel gegründet wurde, nach den Prinzipien der Gewaltlosigkeit Mohandas Gandhis für die Rechte der unterdrückten Landbevölkerung zu kämpfen. Die wichtigsten Ziele der Bewegung sind Landreformen, die Beendigung von Vertreibungen und funktionierende Konfliktlösungsinstanzen für bestehende Landkonflikte.

## Geschichte
Nach der Unabhängigkeit Indiens von der britischen Krone war Landbesitz auf wenige Eigentümer (Zamindars) konzentriert. Trotz einiger Landreformen gibt es immer noch viele Subsistenzbauern ohne Land. Bewegungen für Landreformen in einzelnen Bundesstaaten aus den 1970er Jahren fanden sich dann 1991 zusammen, um Ekta Parishad zu gründen. Der Gründer und jetzige Leiter Rajagopal P. V. hatte sich zuvor mehrfach für Adivasi, Dalit und Sklavenarbeiter (Schuldknechtschaft) eingesetzt.
Von Anfang an gehörten Märsche zum zentralen Aktionselement von Ekta Parishad. In den ersten Jahren beschränkten sich die Aktivitäten auf die Bundesstaaten Madhya Pradesh, Orissa und Bihar. Von Dezember 1999 bis Juni 2000 fand ein großer Marsch statt, der nach Angaben von Ekta Parishad über 300.000 Menschen mobilisierte und dazu führte, dass ca. 350.000 Landtitel an Landlose vergeben wurden und über 550.000 Anklagen wegen Waldnutzung fallen gelassen wurden.
Am 2. Oktober 2007, dem 138. Geburtstag Gandhis, begann ein erneuter Marsch von Gwalior nach Neu-Delhi, Indiens Hauptstadt, wo die Bauern vor dem Präsidentenpalast demonstrierten. Als Folge wurde ein Nationales Landreformkomitee gegründet, das zu 50 % mit Vertretern aus der sozialen Landreformbewegung besetzt ist.